# Mouse Trouble
«Мишачі неприємності» (англ. Mouse Trouble — сімнадцятий епізод із серії короткометражних мультфільмів «Том і Джеррі». Епізоду присвоєно нагороди Американської Академії кінематографічних мистецтв і наук. Дата випуску: 23 листопада 1944 року.

## Сюжет
Тому поштою отримав книгу «Як упіймати мишу/книга компанії Random Mouse (відсилання до американської компанії Random House)».
Розділ 1: «Перш за все, знайдіть мишу. Миші зазвичай водяться в підвалах, складах тощо».
Джеррі зацікавлено читає книгу. Том хоче перегорнути сторінку, але Джеррі хоче дочитати цю та зупиняє його. Том хапає Джеррі, але той вислизає з його рук і б'є Тома двома половинами книги.
Розділ 2: «Скористайтесь простою мишоловкою» (англ. Try the simple mouse trap
Том кладе мишоловку до нірки Джеррі і ховається за рогом. Джеррі витягує сир з мишоловки і не потрапляє в неї. Більш того, він стрибає з неї і влітає в нірку. Том шокований, і сам потрапляє в мишоловку.
Розділ 3: «Сильце ніколи не підведе» (англ. A Snare Trap never fails
Том підв'язує довгу мотузку до вершини дерева, а на іншому кінці робить сильце біля нірки Джеррі. У центр сильця він поміщає сир. Джеррі замінює сир тарілкою з вершками. Том забуває про все і сам потрапляє у свою ж пастку.
Розділ 4: «Цікаву мишу зловити легко» (англ. A Curious Mouse is easy to catch
Том вдає, що книга шалено його смішить (цей його сміх і є приманкою). Джеррі намагається зазирнути в книгу, але Том йому цього не дозволяє. Коли Джеррі нарешті заліз у книгу, Том його в ній закриває. Але, подивившись у книгу, Том виявляє Джеррі, який розглядає щось у себе в жмені. Джеррі дає Тому подивитися на свої долоні, і, як наслідок, цікавий Том отримує кулаком в око. Розлючений Том заганяє Джеррі в куток.
Розділ 5: «Загнана в куток миша ніколи не чинить опору» (англ. A Cornered Mouse Never Fights
Том войовничо йде в куток, але Джеррі дає йому відсіч, і побитий Том повільно говорить примарним басом: «Не вірте цьому!» (англ. Don't you believe it., цитата з популярної американської радіопередачі 1940-х років.)
Розділ 7: «Застосуйте на полюванні науковий підхід» (англ. Be Scientific in your approach
Том прослуховує стіну стетоскопом, і наштовхується на Джеррі. Том чує серцебиття мишеняти, а те дуже голосно їсть сир і ковтає його. Джеррі бере стетоскоп і кричить у нього, оглушивши Тома. Том сердито бере двостволку і заштовхує рушницю в нору, але рушниця вилазить зверху, і Том вистрілює собі в голову. Потім Том ставить поблизу нори Джеррі капкан, але Джеррі підставляє його під Тома і Том в нього потрапляє. Пізніше Том намагається бити Джеррі киянкою, але нічого не виходить.
Розділ 9: «Підсуньте йому коробочку з сюрпризом» (англ. Slip Him a Surprise Package
Том маскується під подарункову коробку і підходить до нірки Джеррі. Той бачить коробку, і стукає по ній. Нічого не почувши у відповідь, Джеррі дістає з нірки купу в'язальних спиць і, не зважаючи на крики Тома, проштрикує коробку усіма шпицями, а потім розрізає її пилкою навпіл, від верху до низу. Подивившись усередину, Джеррі показує записку «У цьому будинку є лікар?» (англ. Is there a doctor in the house?).
Потім у бинтах Том, гортає книгу і зупиняється на 12 розділі.
Розділ 12: «Миші-самці небайдужі до самок» (англ. Mice Are Suckers For Dames
Том дістає іграшкову мишу, схожу на Мей Вест, заводить її і маскує свій рот під вхід у ресторан. Мишка раз по раз говорить: «Заходь до мене колись!» (англ. Come up and see me sometime і кличе Джеррі за собою. Вони підходять до «ресторану», але Джеррі, як справжній джентльмен, пускає мишку-іграшку першою в «ресторан». Том розгризає її, проковтує і гикає, причому проковтнутий фонограф одночасно з гикавкою видає «Заходь до мене колись!». Том, розлючений тим, що жоден з пунктів книги не спрацював (та на додачу всі зуби зламано), рве книгу. Том вирішує вбити Джеррі вибухівкою і бомбами, але вибух знищує весь будинок, крім Джеррі. Загиблий Том, сидить на хмарі з арфою, в костюмі ангела і багато разів гикає. З кожним «ик!» звучить все та ж фраза «Заходь до мене колись».

## Факти
- Видавництво Random Mouse — це пародія на американську видавничу фірму Random House.
- Це — один з восьми мультфільмів, у яких Джеррі б'є Тома до непритомності.
- Це — другий мультфільм, у якому Том умирає. Інші серії, де це відбувається: Heavenly Puss, The Yankee Doodle Mouse, The Two Mouseketeers.
- Судячи зі «Щоденника Джеррі», дія цього мультфільму відбувається у четвер 12 травня.
- У деяких показах мультфільму вирізано сцену, де Джеррі проштрикує шпицями та розрізає пилкою коробку з Томом.